# Jiří Němec (fotbalista)
Jiří Němec (* 15. května 1966, Pacov) je bývalý český fotbalový záložník a reprezentant. Hrál nejčastěji na postu defenzivního záložníka. Mimo Československo (a později ČR) působil na klubové úrovni v Německu v klubu FC Schalke 04.
Po ukončení hráčské kariéry se stal trenérem. Do června 2009 vedl B-tým Dukly Praha. Od července 2014 působil jako trenér v týmu FC Zličín. Naposledy trénoval tým Brozan nad Ohří. V reprezentaci měl přezdívku „Němej“.

## Klubová kariéra
Svou prvoligovou kariéru začal v Dynamu České Budějovice, kde odehrál několik sezón. Povinnou dvouletou vojenskou službu absolvoval v Dukle Praha, kde pak zůstal ještě jeden rok na hostování a poté přestoupil do pražské Sparty. Zde si jeho pracovitosti a výkonů především v defenzivní práci všimli trenéři z Německa a Jiří se stěhoval do německého bundesligového Schalke 04. Tady působil společně s dalším Čechem Radoslavem Látalem a zahrál si i v evropských pohárech, vyhrál Pohár UEFA 1996/97. Po několika sezónách se vrátil do České republiky, zájem o něj měla Sparta, ale on překvapivě kývl na nabídku klubu Chmel Blšany, odtud o rok později přece jenom přestoupil do Sparty a profesionální kariéru ukončil v žižkovské Viktorii. V sezóně 2005/2006 si ještě zahrál divizi v dresu FK Dobrovice.
Kluby, v nichž Jiří Němec působil:
- 1981–1987 :  Dynamo České Budějovice
- 1987–1990 :  Dukla Praha
- 1990–1993 :  AC Sparta Praha
- 1993–2002 :  FC Schalke 04
- 2002–2003 :  Chmel Blšany
- 2003–2004 :  AC Sparta Praha
- 2004–2005 :  FK Viktoria Žižkov
- 2005–2006 :  FK Dobrovice

## Reprezentační kariéra
V reprezentaci byl důležitým hráčem, stal se vicemistrem Evropy na Euru 1996, poté vedl tým jako kapitán v neúspěšné kvalifikaci na světový šampionát v roce 1998. Jako kapitán vedl české mužstvo také na Euru 2000, kde ale Češi nepostoupili ze základní skupiny. V roce 1997 získal cenu Fotbalista roku ČR. Když v roce 2004 skončil s hráčskou kariérou, dal se na trenérskou dráhu.
Svůj jediný gól vstřelil Jiří Němec v roce 1998 v přátelském utkání proti reprezentaci Jižní Koreje v 18. minutě zápasu. Utkání skončilo remízou 2:2, Němec otevřel gólový účet zápasu, když si naběhl na zpětnou přihrávku Edvarda Lasoty a z 20 metrů napálil míč do tyče. Dokázal se dostat k odraženému míči a vzápětí jej vrátit do sítě.
Bilance Jiřího Němce:
- za Československo: 20 zápasů, 6 výher, 8 remíz, 6 proher, 0 vstřelených gólů.
- za Českou republiku: 64 zápasů, 37 výher, 13 remíz, 14 proher, 1 vstřelený gól.

### Reprezentační góly a zápasy
Gól Jiřího Němce za reprezentační A-mužstvo České republiky:
| Datum           | Stadion                               | Soupeř      | Skóre (min.) | Výsledek | Soutěž           | Gól         |
| --------------- | ------------------------------------- | ----------- | ------------ | -------- | ---------------- | ----------- |
| 27. května 1998 | Olympijský stadion, Soul, Jižní Korea | Jižní Korea | 00:10 (18.)  | 2:2      | přátelské utkání | padl ze hry |

| Rok    | Zápasy | Góly |
| ------ | ------ | ---- |
| 1990   | 2      | 0    |
| 1991   | 8      | 0    |
| 1992   | 7      | 0    |
| 1993   | 3      | 0    |
| Celkem | 20     | 0    |

| Rok    | Zápasy | Góly |
| ------ | ------ | ---- |
| 1994   | 8      | 0    |
| 1995   | 5      | 0    |
| 1996   | 12     | 0    |
| 1997   | 11     | 0    |
| 1998   | 9      | 1    |
| 1999   | 11     | 0    |
| 2000   | 6      | 0    |
| 2001   | 2      | 0    |
| Celkem | 64     | 1    |

## Úspěchy

### Klubové
Dukla Praha
- 1× vítěz československého poháru (1990)

AC Sparta Praha
- 2× vítěz československé fotbalové ligy (1990/91, 1992/93)
- 1× vítěz československého poháru (1992)

FC Schalke 04
- 1× vítěz Poháru UEFA (1996/97)[3]
- 2× vítěz německého poháru DFB-Pokal (2000/01, 2001/02)

### Reprezentační
- 1× účast na ME (1996 - 2. místo)
- 1× účast na Konfederačním poháru FIFA (1997 - 3. místo)

### Individuální
- 1× vítěz české ankety Fotbalista roku (1997)[6]
- 1× vítěz ankety Zlatý míč České republiky (1997)